# Demofilia
Demofilia (do grego antigo demos; povo + philía; amizade, afeição - ) é colocado como sentimento amigável em relação ao povo, a proximidade fraternal, “simpatia, proximidade afetiva com a população em geral”; “uma forte amizade pelo povo”.
Este conceito apresenta proposta não necessariamente antagônica em relação ao termo Demofobia, mas apontam para concepções distintas de democracia.
Em demofilia, pressupõe-se estado “amigável, coletivo”, em que se entende ser premissa para o funcionamento da democracia o “governo do povo e pelo povo”; este governo não irá deixar de ter uma pré-organização ou estrutura formal por conta de tal característica será, na verdade, a consonância entre as massas e os que exercem o poder, ou seja, a aprovação do povo, da maioria, em relação ao poder dos virtuosos e sábios.
Trabalha-se o conceito de filiação em sociedade que enxerga os mecanismos da democracia como apenas eficazes em seu funcionamento se aplicados com “aval” das massas. Dessa maneira, o medo, o temor daqueles em maior número na sociedade é desassociado do exercício político. 